# Ampelokipoi-Menemeni
Abelokipi-Menemeni (tiếng Hy Lạp: ?) là một khu tự quản ở vùng Trung Makedonías, Hy Lạp. Khu tự quản Abelokipi-Menemeni có diện tích 10 km², dân số theo điều tra ngày 18 tháng 3 năm 2001 là 58149 người.